# Hans Liebhardt
Hans Liebhardt (* 30. Januar 1934 in Großpold; † 30. September 2017 in Bukarest) war ein rumäniendeutscher Schriftsteller und Journalist.

## Leben und Beruf
Liebhardt stammte aus einer Familie protestantischer Landler und wurde in Schäßburg zum Lehrer ausgebildet. Seit 1952 arbeitete er – mit Unterbrechungen – als Redakteur der deutschsprachigen Tageszeitung Neuer Weg und ihrer Nachfolgerin, der Allgemeinen Deutschen Zeitung für Rumänien. Von 1954 bis 1959 besuchte Liebhardt das Bukarester Literaturinstitut „Mihai Eminescu“. Ab 1970 leitete er für zehn Jahre die deutschsprachigen Inlandsprogramme des rumänischen Rundfunks in Bukarest. Dort setzte er sich mit großem Engagement „undogmatisch und mit einem erstaunlichen Weitblick“ für die rumäniendeutsche Literatur ein und bot Nachwuchsschriftstellern ein „wohlwollendes“ und „zu Experimenten ermunterndes Forum“. Bis zu seinem Tode gestaltete Liebhardt deutschsprachige Rundfunk- und Fernsehprogramme. So stammten von ihm die Bukarester Geschichten, die in der deutschen Fernsehsendung ausgestrahlt wurden. Im Rundfunk betreute er die beiden wöchentlichen Sendereihen Wer wir sind und was wir wollen und Zeitgeschichte in Anekdoten. Bei der Allgemeinen Deutschen Zeitung für Rumänien schrieb Liebhardt bis wenige Tage vor seinem Tod aktuelle Nachrichten und Kurzberichte für die Titelseite und betreute den Lokalteil.
Liebhardt lebte nach 1968 mit der Ethnologin, Kunsthistorikerin und Schriftstellerin Roswith Capesius (1929–1984), der früheren Ehefrau Oskar Pastiors, zusammen.

## Wirken als Schriftsteller
Erste belletristische Werke veröffentlichte Liebhardt in den 1950er Jahren. Als bedeutsam gelten seine frühe Prosa und drei von ihm herausgegebene Anthologien rumäniendeutscher Prosa, die als „bis heute Maßstäbe setzend“ bezeichnet werden. Künstlerische Begabung lassen auch seine Erzählungen der 1960er und 70er Jahre erkennen, die auf humorvolle und anschauliche Weise das Leben der Siebenbürger Sachsen abbilden. Hervorgehoben werden seine autobiografisch geprägten Weisskircher-Geschichten, die in Form eines Entwicklungsromans „distanziert ironisch“ die siebenbürgischen Verhältnisse der Nachkriegszeit schildern. Sein Stil wird als „die heimatliche Umwelt veranschaulichende, lyrisch getönte Erzählweise“ beschrieben. Als „weniger glücklich“ wird indes Liebhardts lyrisches Werk beschrieben.
In den 1980er Jahren erschienen von Liebhardt in Gedichtform viel kritisierte Lobpreisungen auf den rumänischen Staatschef Nicolae Ceaușescu und dessen Ehefrau Elena. Stefan Sienerth, der frühere Direktor des Instituts für deutsche Kultur und Geschichte Südosteuropas in München, bewertet dieses Schaffen wie folgt: (Liebhardt trat) mit Beiträgen an die Öffentlichkeit …, die nicht allein einen Abscheu erregenden Opportunismus erkennen lassen, sondern auch von künstlerisch zweifelhaftem Wert sind. Auch Ingmar Brantsch ist der Ansicht, die Gedichte überschritten die Grenzen des guten Geschmacks. Dennoch kritisiert er die „mitunter hartzüngige Verurteilungsrhetorik“ der rumäniendeutschen Literaturkritik. Brantsch weist darauf hin, dass auch andere Schriftsteller, wie etwa Richard Wagner, dem Ceaușescu-Regime und dem Marxismus gehuldigt hätten. Brantsch führt dieses Schaffen Liebhardts auf Besonderheiten der rumäniendeutschen Mentalität zurück. Liebhardt selbst gab an, nach seiner Entlassung beim Rundfunk habe er derartige Texte allein deshalb verfasst, damit er wieder als Zeitungsredakteur habe Beschäftigung finden können.

## Werke (Auswahl)
Romane und Prosa
- Träume und Wege. Jugendverlag, Bukarest 1966.
- Das Kalb vom blauen Berg. Jugendverlag, Bukarest 1967.
- Die drei Tode meines Großvaters. Jugendverlag, Bukarest 1969.
- Immer wieder Weisskirchen. Kriterion, Bukarest 1971.
- Alles was nötig war. Dacia, Klausenburg 1972.
- Das wundersame Leben des Andreas Weisskircher. Kriterion, Bukarest 1981.
- Goldener Traum. Kriterion, Bukarest 1986.

Anthologien
- Worte und Wege. Junge deutsche Prosa in Rumänien – eine Anthologie. Kriterion, Bukarest 1970.
- Worte unterm Regenbogen. Deutsche Erzähler in Rumänien – eine Anthologie. Albatros, Bukarest 1973.
- Aufs Wort gebaut. Deutsche Autoren in Rumänien. ADZ-Verlag, Bukarest 2003 (herausgegeben zusammen mit Erwin Josef Tigla)

Sachbücher
- Wege der Heimat. Reportagen, Berichte, Interviews. Kriterion, Bukarest 1987.
- Deutsche in Bukarest. ADZ-Verlag, Bukarest 2003.
- In Bukarest und Altrumänien. Deutsche Spuren noch und noch. ADZ-Verlag, Bukarest 2006.